# Vaiva Dorsum
Il Vaiva Dorsum è una struttura geologica della superficie di Venere.